# Costantino Galli
Costantino Galli (* 1825 in Faenza; † 1888 ebendort), war ein italienischer neoklassischer Architekt, der hauptsächlich in Faenza tätig war.

## Leben
Costantino Galli wurde 1825 in Faenza geboren. Seine Ausbildung erhielt er bei Pietro Tomba und wurde später selbst Architekt. Unter anderem entwarf er zwischen 1858 und 1859 die neue Fassade der Kirche San Girolamo all’Osservanza, die zusammen mit dem angrenzenden Kloster komplett umgebaut wurde. Er fügte unter anderem einen Pronaos hinzu, der in einen Halbkreis mit Kolonnaden eingefügt wurde. Galli entwarf auch den eleganten Palazzo Cattani in Faenza. Er war damals in Faenza einer der letzten Vertreter der ursprünglich aus Tessin stammenden Baumeister. Die Casa Gardi wurde nach einem seiner Pläne aus dem Jahr 1852 gebaut. In Faenza wurden die Rotonda Rossi (auf der Rückseite des Palazzo Rossi, der 1944 durch Luftangriffe zerstört wurde), das Gebäude an der Ecke der Straßen Severoli und Zanelli sowie der große Portikus auf dem Friedhof nach seinen Plänen gebaut Galli baute zwischen 1860 und 1863 die im 17. Jh. von Francesco Fontana erbaute Kirche San Francesco in Castel Bolognese (im 19. Jh. beschädigt) wieder auf.